# Tabernaemontana psorocarpa
Tabernaemontana psorocarpa är en oleanderväxtart som först beskrevs av Jean Baptiste Louis Pierre och Otto Stapf, och fick sitt nu gällande namn av Marcel Pichon. Tabernaemontana psorocarpa ingår i släktet Tabernaemontana och familjen oleanderväxter. Inga underarter finns listade i Catalogue of Life.